# 1876年上訴管轄権法
1876年上訴管轄権法（1876ねんじょうそかんかつけんほう、英語: Appellate Jurisdiction Act 1876 (39 & 40 Vict. c.59)）は、貴族院の司法機能に関するイギリスの法律。この法律により、裁判官が常任上訴貴族と呼ばれる一代貴族として貴族院議員に就任する制度が設立された 。
同法は弁護士を少なくとも15年間務めた人物か、高位の法曹界官職（大法官、枢密院司法委員会の裁判官、イングランド、スコットランド、アイルランドそれぞれの最高裁判所の裁判官。第25条で規定された）を少なくとも2年間務めた人物を常任上訴貴族に叙する権利を国王に与えた（第6条）。1876年11月1日に施行された（第2条）。
1876年上訴管轄権法は2005年憲法改革法により2009年10月1日に廃止され、貴族院の司法機能は連合王国最高裁判所に移管された。最高裁判所の設立以降、常任上訴貴族の創設は停止され、2009年6月9日にトナーモアのカー男爵に叙されたサー・ブライアン・カーが最後となった。